# Medium (film 2010)

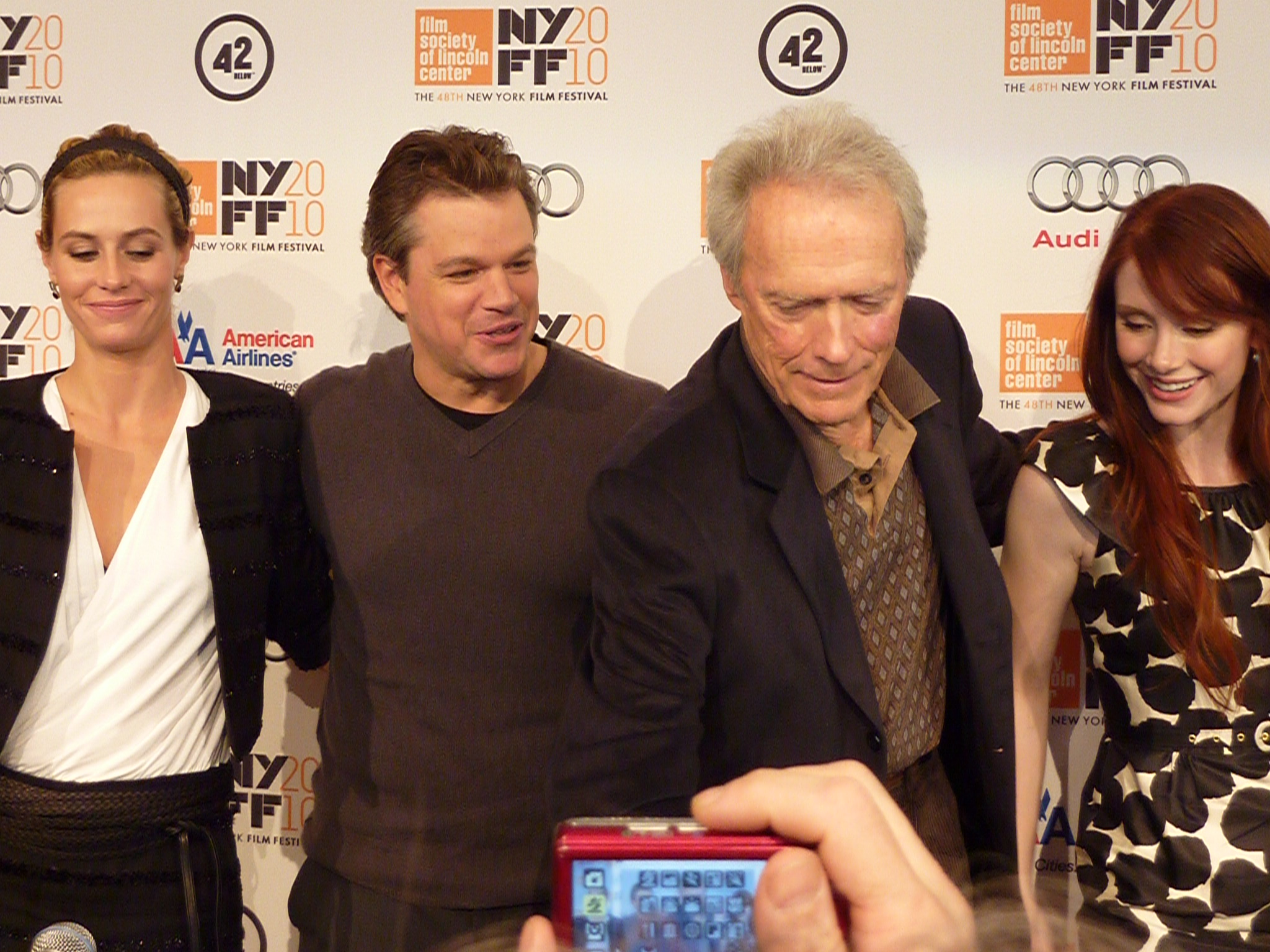
Ekipa filmu

Medium (ang. Hereafter) – amerykański dramat filmowy z elementami fantasy z 2010 roku w reżyserii Clinta Eastwooda.
Zdjęcia do filmu kręcono we Francji (Paryż, Chamonix-Mont-Blanc), Anglii (Londyn) oraz w USA (Hawaje, San Francisco). Światowa premiera miała miejsce 12 września 2010 roku podczas 35. TIFF w Toronto, gdzie film był wyświetlany w ramach pokazów specjalnych.

## Fabuła
Obraz przedstawia historię trójki bohaterów z różnych stron świata, którzy pragną dowiedzieć się, czy istnieje życie po śmierci. Pierwszy wątek opowiada o pracowniku fabryki, George'u (Matt Damon), który jest medium. Drugi wątek filmu dotyczy francuskiej dziennikarki, Marie (Cécile de France), która przeżyła tsunami w Tajlandii i niemal zetknęła się ze śmiercią. Akcja trzeciego równoległego wątku rozgrywa się w Londynie, gdzie dwunastolatek (George McLaren) traci swego brata bliźniaka (Frankie McLaren) i próbuje szukać z nim jakiegokolwiek kontaktu w zaświatach. Losy trzech pragnących poznać prawdę bohaterów przetną się, a ich przypuszczenia i przekonania na temat tego, co czeka człowieka po drugiej stronie, na zawsze odmienią ich życie.

## Obsada
- Matt Damon jako George Lonegan
- Cécile de France jako Marie Lelay
- Frankie i George McLaren jako Marcus i Jason
- Lyndsey Marshal jako Jackie, matka bliźniaków
- Thierry Neuvic jako Didier, kochanek Marie
- Jay Mohr jako Billy Lonegan, brat George’a
- Bryce Dallas Howard jako Melanie
- Mylène Jampanoï jako Reporterka Jasmine
- Richard Kind jako Christos Andryo
- Jenifer Lewis jako Candace

## Nagrody i nominacje
83. ceremonia wręczenia Oscarów
- nominacja: najlepsze efekty specjalne – Michael Owens, Bryan Grill, Stephan Trojansky i Joe Farrell

55. ceremonia wręczenia nagród David di Donatello
- nagroda: najlepszy film zagraniczny (Stany Zjednoczone) – Clint Eastwood